# Cruz Militar

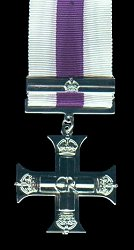
Cruz Militar

Cruz Militar (em inglês:  Military Cross) é a condecoração militar de terceiro nível (segundo nível pré-1993) concedida a oficiais e, desde 1993, a outras patentes das Forças Armadas Britânicas, e anteriormente concedida a oficiais de outros países da Commonwealth.
O MC é concedido em reconhecimento de "um ato ou atos de galhardia exemplar durante operações ativas contra o inimigo em terra" a todos os membros das Forças Armadas britânicas de qualquer patente. Em 1979, a Rainha Elizabeth II aprovou uma proposta para que uma série de prêmios, incluindo a Cruz Militar, pudessem ser recomendados postumamente.

## História
O prêmio foi criado em 28 de dezembro de 1914 para oficiais comissionados da patente substantiva de capitão ou inferior e para oficiais de mandados. Os primeiros 98 prêmios foram conferidos em 1º de janeiro de 1915, para 71 oficiais e 27 oficiais de mandados. Embora as recomendações póstumas para a Cruz Militar não estivessem disponíveis até 1979, as primeiras condecorações incluíam sete condecorações póstumas, com a palavra "falecido" após o nome do agraciado, a partir de recomendações que haviam sido levantadas antes que os destinatários morressem de ferimentos ou morressem por outras causas. 

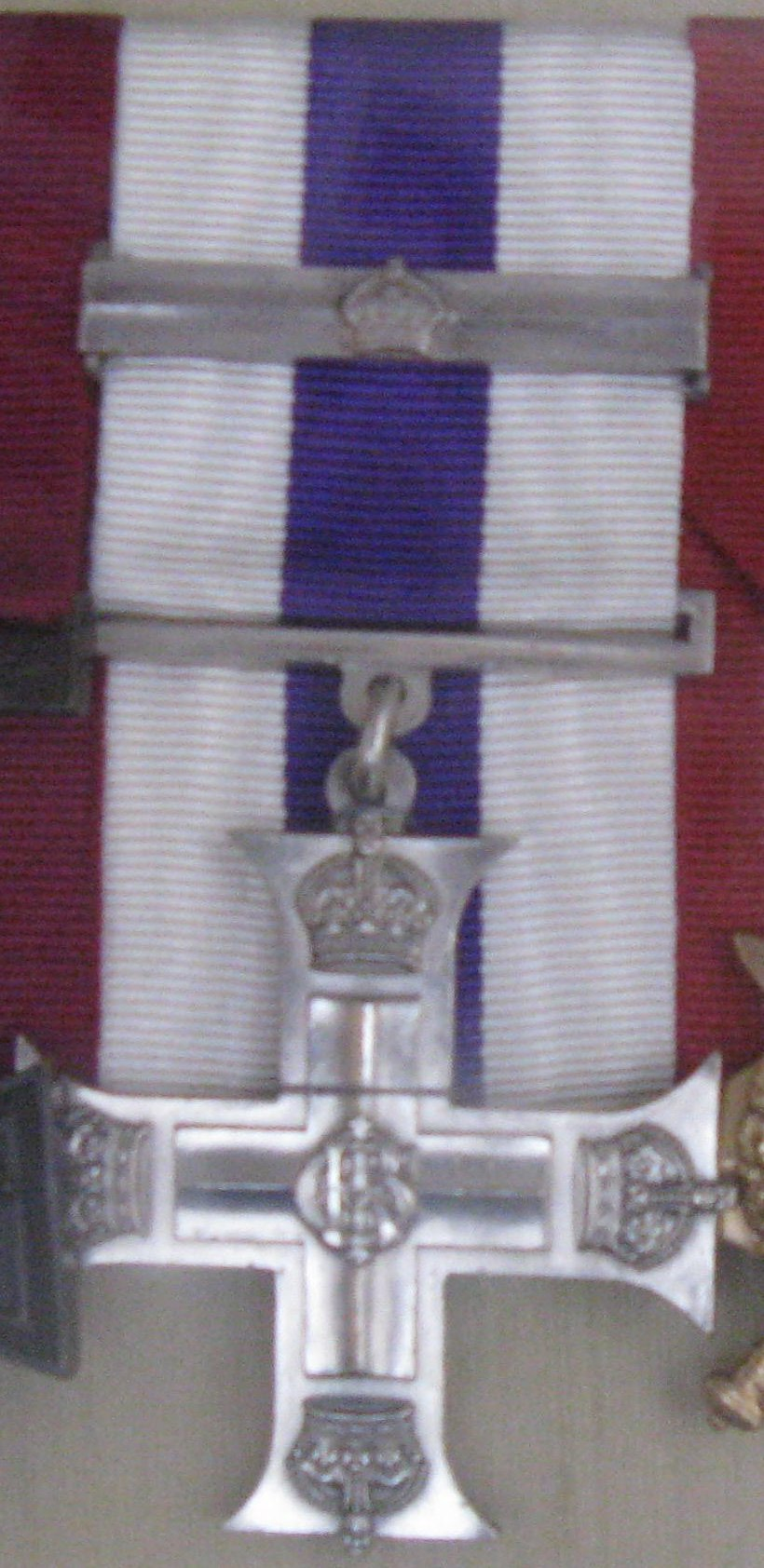
MC de Albert Jacka

Os prêmios são anunciados no The London Gazette, além da maioria dos prêmios honorários para as forças aliadas, de acordo com a prática usual de não premiar estrangeiros.
A partir de agosto de 1916, os destinatários da Cruz tinham o direito de usar as letras pós-nominais MC, e as barras podiam ser concedidas para outros atos de galhardia que merecessem o prêmio, com uma roseta de prata usada na fita quando usada sozinha para denotar a concessão de cada barra.
A partir de setembro de 1916, os membros da Divisão Naval Real, que serviram ao lado do Exército na Frente Ocidental, tornaram-se elegíveis para condecorações militares, incluindo a Cruz Militar, durante a guerra. Os oficiais navais que serviam na divisão receberam 140 MCs e oito segundas barras de prêmio.
Em 1931, o prêmio foi estendido a postos equivalentes na Força Aérea Real por ações em terra.

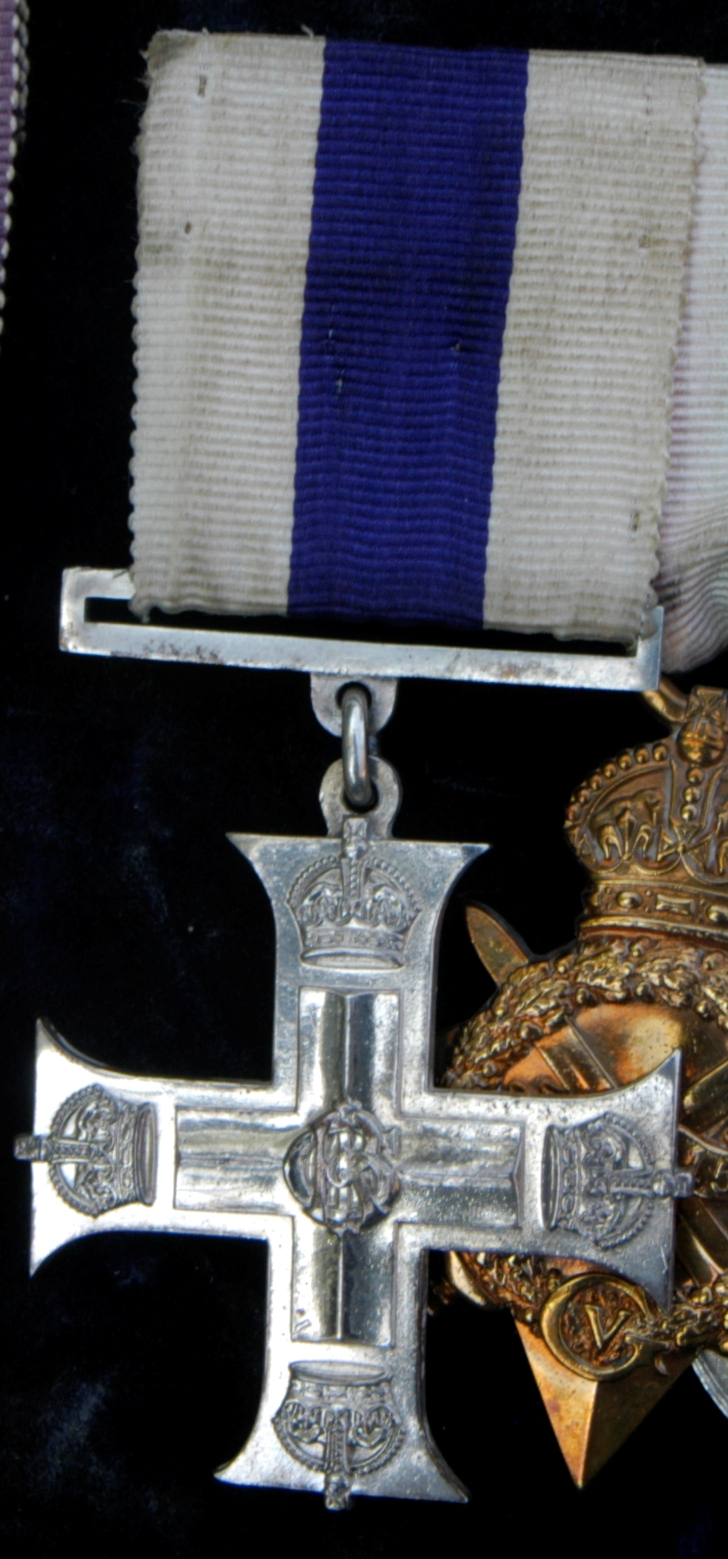
MC concedido ao 2º Tenente E. W. Fane de Salis (1894-1980

Após a Segunda Guerra Mundial, a maioria dos países da Commonwealth criou seu próprio sistema de honras e não mais recomendou prêmios britânicos. Os últimos prêmios da Cruz Militar para o Exército Canadense foram para a Coreia. Os últimos quatro prêmios da Cruz Militar do Exército Australiano foram promulgados no The London Gazette em 1 de setembro de 1972 para o Vietnã, assim como o último prêmio da Cruz Militar do Exército da Nova Zelândia, que foi promulgado em 25 de setembro de 1970. Canadá, Austrália e Nova Zelândia já criaram seus próprios prêmios de galhardia sob seus próprios sistemas de honraria.
Desde a revisão de 1993 do sistema de honrarias, como parte do esforço para remover distinções de patente em prêmios por bravura, a Medalha Militar, anteriormente a condecoração de terceiro nível para outras patentes, foi descontinuada. O MC é agora o prêmio de terceiro nível para todas as fileiras das Forças Armadas britânicas por "galhardia exemplar" em terra, não para o padrão exigido para receber a Cruz Vitória (pela "bravura mais visível") ou a Cruz de Galantria Conspícua.